# Gardnerina
Gardnerina là một chi thực vật có hoa trong họ Cúc (Asteraceae).

## Loài
Chi Gardnerina gồm các loài: